# スキー選手一覧
スキー選手一覧（スキーせんしゅいちらん）は、公式なスキー競技選手権等の参加選手を一覧にしたもの。

## アルペン

### 外国人選手
- トニー・ザイラー
- ジャン＝クロード・キリー
- インゲマル・ステンマルク
- アルベルト・トンバ
- グスタヴォ・トエニ
- マーク・ジラルデリ
- フィリップ・メーア
- カール・シュランツ
- ピルミン・ツルブリッゲン
- チェーティル・アンドレ・オーモット
- ボディー・ミラー
- ベンヤミン・ライヒ
- ヤニツァ・コステリッチ
- アニヤ・パーション

## 日本人選手
- 猪谷千春 1956年コルティナダンペッツォ五輪 アルペンスキー回転競技で、日本人初の銀メダル。これは日本人冬季五輪最初のメダルでもあった。2009年までIOC副会長。
- 杉山進 1956年コルチナ・ダンペッツオ五輪 アルペンスキー回転33位 大回転47位 滑降 33位。
- 川端絵美 日本人女子で初めてW杯の表彰台に上った選手。
- 海和俊宏 1955年4月　山形県生まれ。1977年スイスのサン・アントンで開かれたW杯男子回転で7位に入賞。タイム差は1秒僅か。このレースをきっかけに日本人として初めてW杯で世界の第1シード入りを果たす。主な成績はW杯：1977年サン・アントン男子回転7位、1978年オーベル・スタウェン男子回転5位、1981年サン・アントン男子回転10位、世界選手権1978年ガルミッシュ・パルテンキルヘン7位、1982年シュラドミング12位、五輪：1984年サラエボ12位。
- 児玉修 1956年9月　長野県生まれ　1980年（当時）西ドイツのレングリースで行われたワールドカップ男子回転第2戦、日本人で初めてW杯回転競技で優勝者とのタイム差で1秒を切った。児玉選手は日本=製のスキー（小賀坂スキー）をはいて世界を戦った。このレースで日本製のスキー板が世界に通用することを証明したレースであった。
- 岡部哲也 W杯で日本人2人目の第1シード入りを果たし、初めて表彰台（2位）に上った選手。
- 木村公宣 W杯で日本人3人目の第1シード入りを果たし、日本人最初のトップ7入りを果たした名スラローマー。03年引退。98年に種目別総合・回転5位。W杯最高位は98年のスイス・ベイソナツ回転の3位。W杯の入賞回数は50回を数える。
- 佐々木明 2003年ワールドカップウェンゲン回転競技にて日本人最高位タイ2位獲得。日本人5人目の第1シード。2005年3月に志賀高原で開催されたW杯2連戦で、2位表彰台および6位入賞したことで、日本人2人目のトップ7入り。
- 皆川賢太郎 2006年トリノ五輪回転競技で、日本勢で50年ぶりに4位入賞。W杯回転で日本人4人目の第1シード入り。
- 湯浅直樹 2006年トリノ五輪回転競技で7位入賞。

## ノルディック

### クロスカントリー
- ウルポ・コルホネン
- フローデ・エスティル
- ビョルン・ダーリ
- ステファーニア・ベルモンド
- ヤーク・マエ
- ピルヨ・ムラネン
- カタジナ・ロゴヴィエツ
- 石田正子
- 太田渉子
- 久保恒造
- 駒村俊介
- 近藤さつき
- 出来島桃子
- 長田弘幸
- 夏見円
- 新田佳浩
- 麻生武治
- 藤沢良一
- 恩田祐一

### スキージャンプ

#### アイスランド
- アリ・グドムンドソン

#### アメリカ合衆国
- アンダース・ハウゲン
- リンジー・ヴァン
- サラ・ヘンドリクソン
- ジェリー・マーティン (スキージャンプ)

#### イギリス
- マイケル・エドワーズ

#### イタリア
- ロベルト・チェコン

#### オーストリア
- ダニエラ・イラシュコ＝シュトルツ
- アントン・インナウアー
- ハインツ・クッティン
- アルミン・コグラー
- マルティン・コッホ
- アンドレアス・コフラー
- アンドレアス・ゴルトベルガー
- ジャクリーン・ザイフリーツベルガー
- カール・シュナーブル
- グレゴア・シュリーレンツァウアー
- ラインハルト・シュワルツェンベルガー
- フーベルト・ノイパー
- ラインホルト・バハラー
- アンドレアス・ビドヘルツル
- エルンスト・フェットーリ
- アンドレアス・フェルダー
- バルダー・プライムル
- ヨーゼフ・ブラドル
- キアラ・ヘルツル
- マルティン・ヘルバルト
- シュテファン・ホルンガッハー
- クリスティアン・モーザー
- トーマス・モルゲンシュテルン
- アロイス・リップブルガー
- オットー・レオドルター
- ウォルフガング・ロイツル

#### カナダ
- ホースト・ビューロー
- 田中温子

#### スイス
- シモン・アマン
- アンドレアス・キュッテル
- ヴァルター・シュタイナー
- シルヴァン・フライホルツ
- マルセル・レイモンド

#### スウェーデン
- トーレ・エドマン
- ベンクト・エリクソン
- スヴェン・セロンイェル
- スタファン・テルベリ
- ヤン・ボークレブ
- カール・ホルムストレーム

#### スロベニア
- プリモジュ・ウラガ
- ロベルト・クラニエッツ
- ペテル・ジョンタ
- マティアジュ・ズパン
- ミラン・テペシュ
- マティアジュ・デベラク
- ダミヤン・フラス
- フランチ・ペテク
- プリモジュ・ペテルカ
- ロク・ベンコビッチ

#### ソビエト連邦
- ニコライ・カメンスキー
- ガリイ・ナパルコフ
- ブラディミール・ベロソフ
- アレクセイ・ボロビチン

#### チェコ
- フランチシェック・イエジュ
- トマシュ・ゴーダー
- ヤロスラフ・サカラ
- イジー・パルマ
- ルドルフ・プルケルト
- パベル・プロッツ
- イジー・マレツ
- ヤクブ・ヤンダ
- イジー・ラシュカ

#### ドイツ
- ハンス＝ゲオルク・アッシェンバッハ
- ハンスイェルク・イエックレ
- ミヒャエル・ウアマン
- クラウス・オストヴァルト
- トーマス・クラウザー
- ハリー・グラス
- ヘンリー・グラス
- ウルリケ・グレッスラー
- フランツ・ケラー
- マルティン・シュミット
- ライナー・シュミット
- フーベルト・シュワルツ
- ヨッヘン・ダンネベルク
- マンフレート・デッケルト
- クリストフ・ドゥッフナー
- ディーター・トーマ
- ゲオルク・トーマ
- ミヒャエル・ノイマイアー
- イェンス・バイスフロク
- ファルコ・バイスフロク
- スヴェン・ハンナバルト
- マティアス・ブーゼ
- カリーナ・フォークト
- シュテファン・ホッケ
- トーマス・ミュラー (ノルディック複合)
- ヘルムート・レクナゲル

#### 日本
- 相内富久
- 会沢仁康
- 青地清二
- 秋元正博
- 浅利正勝
- 麻生武治
- 安達五郎
- 伊黒正次
- 板垣宏志
- 一戸剛
- 伊藤謙司郎
- 伊東大貴
- 伊藤高男
- 伊藤直人
- 伊藤有希
- 上杉宏樹
- 江遠要甫
- 大森享一
- 岡部孝信
- 岡村創太
- 小野学
- 角田幸司
- 葛西紀明
- 笠間法考
- 笠谷昌生
- 笠谷幸生
- 金子祐介
- 上原子次郎
- 川崎清司
- 川島弘三
- 川端隆普美
- 菊地定夫
- 金野昭次
- 斉藤浩哉
- 坂野幸夫
- 桜井仁
- 佐藤晃
- 佐藤耕一
- 沢田久喜
- 嶋宏大
- 志村直紀
- 杉山恵亮
- 須田健仁
- 田尾克史
- 田尾敏彰
- 高野鉄平
- 高橋竜二
- 高梨沙羅
- 竹内寿
- 竹内元康
- 龍田峻次
- 田中翔大
- 田中信一
- 栃本翔平
- 長岡勝
- 中津信雄
- 中村圭彦
- 西方仁也
- 西下和記
- 西森享平
- 野呂田義一
- 花岡正人
- 原田雅彦
- 伴素彦
- 東昭広
- 東輝
- 東和広
- 平山友梨香
- 吹田幸隆
- 藤沢隆
- 藤沢良一
- 船木和喜
- 松井直哉
- 松井孝
- 松橋暁
- 宮平秀治
- 八木弘和
- 安崎直幹
- 山田いずみ
- 山田勝巳
- 山田大起
- 山田優梨菜
- 湯本史寿
- 吉泉賀子
- 吉岡和也
- 吉沢広司
- 若狭繁行
- 若狭実
- 渡瀬あゆみ
- 渡瀬弥太郎
- 渡瀬雄太
- 渡部龍雄

#### ノルウェー
- アルフ・アンデシェン
- グンナル・アンデシェン
- ライダル・アンデシェン
- ハンス・ベック
- トミー・インゲブリクトセン
- オーレ・クリスチャン・エイドハンメル
- トラルフ・エンヤン
- ラッセ・オッテセン
- ヴェガール・オパース
- オーラヴ5世 (ノルウェー王)
- ルネ・オリュニク
- ヨン・インゲ・キョールム
- ラーシュ・グリニ
- アネッテ・サーゲン
- トルライフ・シェルデルプ
- ヨハン・セトレ
- ヤコブ・チューリン・タムス
- トルライフ・ハウグ
- コーレ・ヴァルベルグ
- オーラヴ・ハンソン
- ラーシュ・ビステル
- ハンス・ビョルンスタット
- ビョルン・ヴィルコラ
- ハンス・ヴィンヤレンゲン
- トールビョルン・ファルカンゲル
- オーレ・グンナル・フィディエステール
- ペッテル・フークステット
- トルゲイル・ブランツェ
- エスペン・ブレーデセン
- オーレ・ブレムセット
- アルンフィン・ベルクマン
- ペール・ベルゲルード
- ナルヴェ・ボンナ
- インゴルフ・モルク
- ロアル・ヨケルソイ
- クリスティアン・ヨハンソン
- エリック・ヨーンセン
- アルネ・ラルセン
- アスビョルン・ルート
- ロゲル・ルート
- シグムント・ルート
- ビルゲル・ルート
- ビヨーン・アイナール・ローモーレン

#### フィンランド
- ヤンネ・アホネン
- ハッリ・オッリ
- アウリス・カラコルピ
- ユハニ・カルキネン
- ヴェイッコ・カンコネン
- タミ・キウル
- ユリア・キュッカネン
- ペンティ・コッコネン
- ヤニ・ソイニネン
- ユーコ・トルマネン
- トニ・ニエミネン
- マッチ・ニッカネン
- アリ＝ペッカ・ニッコラ
- マッチ・ハウタマキ
- ヤンネ・ハッポネン
- ニロ・ハロネン
- マッティ・ピエティカイネン
- アンティ・ヒュベリネン
- ヤリ・プイッコネン
- リスト・ユシライネン
- カリ・ユリアンティラ
- トゥオモ・ユリプリ
- ライモ・ユリプリ
- タピオ・ライサネン
- ミカ・ライティネン
- リスト・ラーコネン
- ベリ＝マッチ・リンドストローム

#### ポーランド
- ヴォイチェフ・フォルトゥナ
- アダム・マリシュ

#### ユーゴスラビア
- プリモジュ・ウラガ
- マティアジュ・ズパン
- ミラン・テペシュ
- マティアジュ・デベラク
- バシャ・バイツ
- フランチ・ペテク

### ノルディック複合

#### アメリカ合衆国
- アンダース・ハウゲン
- トッド・ロドウィック

#### オーストリア
- ハンスイェルク・アッシェンヴァルト
- クラウス・オフナー
- シュテファン・クライナー
- ミヒャエル・グルーバー
- フェリックス・ゴットヴァルト
- ギュンター・サー
- マリオ・シュテヒャー
- クラウス・ズルツェンバッハ
- クリストフ・ビーラー

#### スイス
- フレディ・グランツマン
- ジャン＝イブ・クーンデ
- アロイス・ケーリン
- ヒッポリト・ケンプ
- アンドレアス・シャード

#### スウェーデン
- スヴェン・イスラエルソン
- ベンクト・エリクソン
- エリック・エルムセーター

#### ドイツ
- ロニー・アッカーマン
- イェンス・ガイザー
- ビョルン・キルヒアイゼン
- アンドレアス・クンツ
- フランツ・ケラー
- フーベルト・シュワルツ
- ゲオルク・トーマ
- コンラート・ビンクラー
- ゲオルク・ヘティヒ
- ウルバン・ヘティヒ
- マルセル・ヘーリッヒ
- ウルリヒ・ベーリンク
- ハンス＝ペーター・ポール
- トーマス・ミュラー (ノルディック複合)
- カール＝ハインツ・ルック

#### 日本
- 麻生武治
- 阿部雅司
- 板垣宏志
- 伊藤克彦
- 江遠要甫
- 大竹太志
- 荻原健司
- 荻原次晴
- 河野孝典
- 古川純一
- 児玉和興
- 小林範仁
- 佐藤耕一
- 高橋大斗
- 富井彦
- 萩原貴則
- 藤沢隆
- 藤沢良一
- 三ヶ田礼一
- 湊祐介
- 山田勝巳

#### ノルウェー
- クヌート・トーレ・アペラン
- トロント＝アイナル・エルデン
- トルモト・クヌートセン
- ヨハン・グロットムスブローテン
- グンダー・グンダーセン
- トム・サントベルク
- ハルドー・スコール
- オーレ・ステネン
- スヴェレ・ステネルセン
- トラルフ・ストロムスタット
- ヨン・スネルスラット
- シモン・スロットビーク
- トルライフ・ハウグ
- オッドビョルン・ハーゲン
- ビャルテ・エンゲン・ビーク
- ビョルン・ヴィルコラ
- ハンス・ヴィンヤレンゲン
- スヴェレ・ブローダール
- ケネス・ブローテン
- オラフ・ホフスバッケン
- マグヌス・モーアン
- アルネ・ラルセン
- フレッド・ボーレ・ルンベルク

#### フィンランド
- ユーコ・カルヤライネン
- アンティ・クイスマ
- アンシ・コイブランタ
- ヤッコ・タルス
- タピオ・ヌルメラ
- ヘイッキ・ハス
- マルッティ・フータラ
- ヤリ・マンティラ
- ハンヌ・マンニネン
- ラウノ・ミエッティネン
- ユッカ・ユリプリ
- サンパ・ラユネン

#### フランス
- ファブリス・ギー
- シルバン・ギョーム
- ニコラ・バル
- ルドビク・ルー

## フリースタイル

### モーグル

#### アメリカ合衆国
- ボブ・アルディハイリ（w:Bob Aldighieri）
- ヒラリー・インギッシュ（w:Hilary Engish）
- ジョン・ウィット（w:John Witt）
- アレックス・ウィルソン（w:Alex Wilson）
- ブライオン・ウィルソン（w:Bryon Wilson）
- ヘイリー・ウォルフ（w:Hayley Wolff）
- ハンナ・カーニー（w:Hannah Kearney）
- ネルソン・カーマイケル（w:Nelson Carmichael）
- トラビス＝アントン・キャブロウ（w:Travis-Antone Cabral）
- カイ・クチェラ（w:Kay Kucera）
- クーパー・シェル（w:Cooper Schell）
- マリー・ジョー・ティアンポ（w:Mary Jo Tiampo）
- エヴァン・デイビッグ（w:Evan Dybvig）
- スティーブ・デソビッチ（w:Steve Desovich）
- パトリック・デニーン（w:Patrick Deneen）
- トビー・ドーソン（w:Toby Dawson）
- エミコ・トリト（w:Emiko Torito）
- シャノン・バーキー（w:Shannon Bahrke）
- ハンナ・ハーダウェイ（w:Hannah Hardaway）
- アン・バテル（w:Ann Battelle）
- ジェレミー・コータ（w:Jeremy Cota）
- デービッド・バビック（w:David Babic）
- ブルック・バラシー（w:Brooke Bllachey）
- フランク・ビドア（w:Frank Beddor）
- ジリアン・レイチェル・フォグリ（w:Jillian Rachell Vogtli）
- ジェレミー・ブルーム（w:Jeremy Bloom）
- ガース・ヘイガー（w:Garth Hager）
- キャレブ・マーティン（w:Caleb Martin）
- チャック・マーティン（w:Chuck Martin）
- ヘザー・マクフィ（w:Heather Mcphie）
- リズ・マッキンタイア（w:Liz Mcintyre）
- トラビス・メイヤー（w:Travis Mayer）
- ジム・モーラン（w:Jim Moran）
- ジョニー・モズレー（w:Jonny Moseley）
- トラビス・ラモス（w:Travis Ramos）
- ミシェル・ローク（w:Michelle Roark）
- クレイグ・ロッドマン（w:Craig Rodman）
- ネイサン・ロバーツ（w:Nathan Roberts）
- シェリー・ロバートソン（w:Shelly Robertson）
- ドナ・ワインブレクト（w:Donna Weinbrecht）
- エリザ・オウトリム（w:Eliza Outtrim）

#### イタリア
- ハンス・シェンク（w:Hans Schenk）
- デボラ・スカンジオ（w:Deborah Scanzio）
- シルビア・マルシャンディ（w:Silvia Marciandi）
- マウロ・モッチーニ（w:Mauro Mottini）
- ペトラ・モロダー（w:Petra Moroder）

#### オーストラリア
- マリア・デスパス（w:Maria Despas）
- デイル・ベッグ＝スミス（w:Dale Begg-Smith）

#### オーストリア
- ジギー・インナウアー（w:Sigi Innauer）
- マルガリータ・マーブラー、w:Margarita Marbler

#### カザフスタン
- ドミトリー・レイハード（w:Dmitriy Reiherd）
- ユリア・ガリシェワ（w:Yulia Galysheva）

#### カナダ
- グレッグ・アサンス（w:Greg Athans）
- マリー＝クロード・アスラン（w:Marie-claude Asselin）
- ビル・キーナン（w:Bill Keenan）
- エリサ・クリロウィッチ（w:Elisa Kurylowicz）
- ドミニク・ゴーチェ（w:Dominic Gauthier）
- ジム・シマン（w:Jim Schiman）
- ライアン・ジョンソン（w:Ryan Johnson）
- ジョン・スマート（w:John Smart）
- レニー・リー・スミス（w:Renee Lee Smith）
- ステファニー・スローン（w:Stephanie Sloan）
- ウォーレン・ターナー（w:Warren Tanner）
- リサ・ダウニング（w:Lisa Downing）
- ブロンウェン・トーマス（w:Bronwen Thomas）
- マキシム・デュフォーラポイント（w:Maxime Dufour-Lapointe）
- ミカエル・キングズバリ（w:Mikael Kingsbury）
- オードリー・ロビショウ（w:Audrey Robichaud）
- フィリップ・マーキス（w:Philippe Marquis）
- ジェニファー・ハイル（w:Jennifer Heil）
- ステファニー・セント・ピエール（w:Stephanie St.Pierre）
- アレキサンダー・ビロドウ（w:Alexandre Bilodeau）
- ピエール・フォゲット（w:Pierre Forget）
- ジャン＝リュック・ブラッサール（w:Jean-Luc Brassard）
- タミ・ブラッドリー（w:Tami Bradley）
- レイチェル・ベリヴォー（w:Rachel Belliveau）
- ヴィンセント・マーキス（w:Vincent Marquis）
- リーリー・モリソン（w:Leelee Morrisson）
- マーク＝アンドレ・モロー（w:Marc-Andre Moreau）
- クリスティ・リチャーズ（w:Kristi Richards）
- ピエール＝アレキサンダー・ルソー（w:Pierre-Alexandre Rousseau）
- ステファン・ローション（w:Stephane Rochon）
- クロエ・デュフォーラポイント（w:Chloe Dufour-Lapointe）
- ジャスティン・デュフォーラポイント（w:Justine Dufour-Lapointe）
- マーク＝アントン・ギャノン（w:Marc-Antoine Gagnon）

#### スイス
- エリカ・ガリジ（w:Erika Gallizzi）
- コニー・キスリング（w:Conny Kissling）
- フランコ・ザノラニ（w:Franco Zanolari）
- ユルク・ビナー（w:Juerg Biner）
- バーナード・ブラント（w:Bernard Brand）
- コリン・ボドマー（w:Corinne Bodmer）
- ペトシュ・モーサー（w:Petsch Moser）

#### スウェーデン
- ステファン・イングストローム（w:Stefan Engstroem）
- ジェニー・エイドルフ（w:Jenny Eidolf）
- マリア・エルフマン（w:Marja Elfman）
- ヘンリック・オスカーソン（w:Henrik Oskarsson）
- サラ・ケリン（w:Sara Kjellin）
- パトリック・サンドバーグ（w:Patrik Sundberg）
- ヨルゲン・パーヤルビ（w:Jorgen Paajarvi）
- ジェスパー・ビョルンルンド（w:Jesper Bjoernlund）
- ラッセ・ファーレン（w:Lasse Fahlen）
- フレデリック・フォートコード（w:Fredrik Fortkord）
- ジャスパー・ローンバック（w:Jesper Roennback）

#### チェコ
- ニコラ・スドバ（w:Nikola Sudova）

#### デンマーク
- アーニャ・ブルンバーグ（w:Anja Bolbjerg）

#### ドイツ
- フランツ・ガーハマー（w:Franz Garhammer）
- クリスティン・ゲルグ（w:Christine Gerg）
- サンドラ・シュミット（w:Sandra Schmitt）
- ビルジット・ステイン＝ケップラー（w:Birgit Stein-Keppler）
- タチアナ・ミッターマイヤー（w:Tatjana Mittermayer）

#### 日本
- 伊藤みき
- 上村愛子
- 川村あんり
- 坂本豪大
- 里谷多英
- 村田愛里咲
- 上野修 (モーグル選手)
- 附田雄剛
- 西伸幸
- 森徹 (スキー選手)
- 山崎修
- 遠藤尚
- 原大智 (競輪選手)
- 堀島行真
- 星野純子
- 中邑快青 エアリアル世界ランク2位

#### ノルウェー
- ハンス・エイデ・エンゲルセン（w:Hans Eide Engelsen）
- カーリー・トロー（w:Kari Traa）
- ステン・リサ・ハッテスタット（w:Stine Lise Hattestad）
- イングリッド・ベルトセン（w:Ingrid Berntsen）

#### フィンランド
- ミナ・カルフ（w:Minna Karhu）
- マルティ・ケロクンプ（w:Martti Kellokumpu）
- テロ・トゥルネン（w:Tero Turunen）
- サミ・ムストネン（w:Sami Mustonen）
- ラウリ・ラッシラ（w:Lauri Lassila）
- ヤンネ・ラハテラ（w:Janne Lahtela）
- タピオ・ルースァ（w:Tapio Luusua）
- ミッコ・ロンカイネン（w:Mikko Ronkainen）

#### フランス
- オリビエ・アラマン（w:Olivier Allamand）
- ファブリス・ウージェ（w:Fabrice Ougier）
- トニー・エメリー（w:Thony Hemery）
- キャンディス・ギルグ（w:Candice Gilg）
- ベルニス・グレゴア（w:Berenice Gregoire）
- ヨハン・グレゴワール（w:Johann Gregoire）
- エドガー・グロスピロン（w:Edgar Grospiron）
- リシャール・ゲイ（w:Richard Gay）
- オリヴィエ・コット（w:Olivier Cotte）
- ギルバート・コラス（w:Guilbaut Colas）
- フィリップ・ダイベル（w:Philippe Deiber）
- エリック・バートン（w:Eric Berthon）
- カトリーヌ・フレイラー（w:Catherine Frarier）
- フィリップ・ブロン（w:Philippe Bron）
- ファビアン・ベルトラン（w:Fabien Bertrand）
- ナノ・ポーチェ（w:Nano Pourtier）
- ラファエル・モノ（w:Raphaelle Monod）
- ステファン・ヨネ（w:Stephane Yonnet）
- サンドラ・ラウラ（w:Sandra Laoura）
- エリック・ラボウレイ（w:Eric Laboureix）

#### ロシア
- エリザベータ・コツェフニコワ（w:Elizaveta Kozhevnikova）
- ルスラン・シャリフリン（w:Ruslan Sharifullin）
- セルゲイ・シュプレツォフ（w:Sergei Schuplezow）
- アレクサンドル・シュミシュラフ（w:Alexandr Smyshlyaev）
- エカテリーナ・ストヤロワ（w:Ekaterina Stolyarova）
- マリナ・チェルカソワ（w:Marina Cherkasova）
- リュドミラ・ディムチェンコ（w:Ljudmila Dymchenko）
- セルゲイ・ボルコフ（英語版）

### エアリアル

#### アメリカ合衆国
- ライアン・セント・オンジュ（w:Ryan St Onge）
- マリア・クインターナ（w:Maria Quintana）
- キップ・グリフィン（w:Kip Griffin）
- ニッキ・ストーン（w:Nikki Stone）
- ブリット・スワートレイ（w:Britt Swartley）
- リズ・ハイデンライク（w:Liz Heidenreich）
- ジョー・パック（w:Joe Pack）
- メランニー・パレニク（w:Melanie Palenik）
- アシュリー・コールドウェル（w:Ashley Caldwell）
- スコッティ・バーキー（w:Scotty Bahrke）
- デイブ・バレンティ（w:Dave Valenti）
- ジェレット・ピーターソン（w:Jeret Peterson）
- マリー・ビドア（w:Mary Beddor）
- クリス・フェダーセン（w:Kris Feddersen）
- エリック･ベルゴースト（w:Eric Bergoust）
- クリスティーン・ポーター（w:Kristean Porter）
- ラス・マグナンティ（w:Russ Magnanti）
- トレース・ワーシントン（w:Trace Worthington）
- エミリー・クック（w:Emily Cook）
- ディラン・ファーガソン（w:Dylan Ferguson）

#### イギリス
- リチャード・コビング（w:Richard Cobbing）
- マイク・ネメスヴァリー（w:Mike Nemesvary）

#### ウクライナ
- エンベル・アブラエフ（w:Enver Ablaev）
- オルガ・ヴォルコヴァ（w:Olga Volkova）
- スタニスワフ・クラフチュク（w:Stanislav Kravchuk）

#### ウズベキスタン
- リナ・チェルヤゾワ（w:Lina Cheryazova）

#### オーストラリア
- エリザベス・ガードナー（w:Elizabeth Gardner）
- アリサ・キャンプリン（w:Alisa Camplin）
- ジャッキー・クーパー（w:Jacqui Cooper）
- クリスティー・マーシャル（w:Kirstie Marshall）
- リディア・ラシラ（w:Lydia Lassila）

#### オーストリア
- アンドレア・アマン（w:Andrea Amann）
- クリスティアン・ リヤベク（w:Christian Rijavec）

#### カナダ
- ジョン・イーブス（w:John Eaves）
- スティーブ・オミシュル（w:Steve Omischl）
- キャロライン・オリヴィエ（w:Caroline Olivier）
- メレディス・ガードナー（w:Meredith Gardner）
- アンディ・キャピシック（w:Andy Capicik）
- クレイグ・クロウ（w:Craig Clow）
- ジャン・コリヴォー（w:Jean Corriveau）
- ウォーレン・ショールダイス（w:Warren Shouldice）
- コード・スペロ（w:Cord Spero）
- ディードラ・ディオンヌ（w:Deidra Dionne）
- カイル・ニッセン（w:Kyle Nissen）
- ヴェロニカ・バウアー（w:Veronika Bauer）
- ジェフ・ビーン（w:Jeff Bean）
- オリビエ・ロション（w:Olivier Rochon）
- ニコラス・フォンティーン（w:Nicolas Fontaine）
- アンナ・フレイサー（w:Anna Fraser）
- ライアン・ブレイス（w:Ryan Blais）
- ヴェロニカ・ブレンナー（w:Veronika Brenner）
- ローラリー・ボウイ（w:Lauralee Bowie）
- ピエール・ポーリン（w:Pierre Poulin）
- アラン・ラロッシュ（w:Alain Laroche）
- イブ・ラロッシュ（w:Yves Laroche）
- ドミニク・ラロッシュ（w:Dominique Laroche）
- フィリップ・ラロッシュ（w:Philippe LaRoche）
- ロイド・ラングロイス（w:Lloyd Langlois）
- ジョン・ロス（w:John Ross）
- ジャン＝マルク・ロゾン（w:Jean-Marc Rozon）

#### スイス
- マーティン・ウォルティ（w:Martin Walti）
- コレット・ブランド（w:Colette Brand）
- マヌエラ・ミューラー（w:Manuela Mueller）
- エベリネ・ルー（w:Evelyne Leu）
- トーマス・ランバート（w:Thomas Lambert）
- ミシェル・ロールバッハ（w:Michele Rohrbach）
- エベリン・ワース（w:Eveline Wirth）
- サンドロ・ワース（w:Sandro Wirth）
- レナート・ウルリッヒ（w:Renato Ulrich）
- タニャ・シェーラー（w:Tanja Schaerer）

#### スウェーデン
- マヤ・ベルグ（w:Maja Berg）
- カリン・ヘルンスクーグ（w:Carin Hernskog）
- マリー・リンドグレーン（w:Marie Lindgren）
- リサロッテ・ヨハンソン（w:Liselotte Johansson）

#### チェコ
- アレシュ・バレンタ（w:Ales Valenta）

#### 中国
- 欧暁涛（w:Ou Xiaotao）
- 邱森（w:Qiu Sen）
- 郭心心（w:Guo Xinxin）
- 郭丹丹（w:Guo Dandan）
- 趙姍姍（w:Zhao Shanshan）
- 季小欧（w:Ji Xiaoou）
- 賈宗洋（w:Jia Zongyang）
- 斉広璞（w:Qi Guangpu）
- 徐囡囡（w:Xu Nannan）
- 徐夢桃（w:Xu Mengtao）
- 程爽（w:Cheng Shuang）
- 韓暁鵬（w:Han Xiaopeng）
- 李妮娜（w:Li Nina）
- 王嬌（w:Wang Jiao）
- 張鑫（w:Zhang Xin (skier)）

#### ドイツ
- エルフィー・ジムヒェン（w:Elfie Simchen）
- ソーニャ・ライヒャルト（w:Sonja Reichart）

#### ノルウェー
- トール・シャイエ（w:Tor Skeie）
- ヒルデ・シーナヴェ・リッド（w:Hilde Synnoeve Lid）

#### フランス
- ジャン＝ダミアン・クリモネ（w:Jean-Damien Climonet）
- ジャン＝マルク・バキン（w:Jean-Marc Bacquin）
- セバスチャン・フォークラス（w:Sebastien Foucras）
- ディディエ・メダ（w:Didier Meda）
- カトリーヌ・ロンバール（w:Catherine Lombard）

#### ベラルーシ
- アントン・クシニル（w:Anton Kushnir）
- アレクセイ・グリチン（w:Alexei Grishin）
- アソリ・スリベッツ（w:Assoli Slivets）
- ドミトリー・ダシンスキー（w:Dmitri Dashinski）
- アラ・チュペール（w:Alla Tsuper）
- ヴァシリ・ボロビオフ（w:Vassili Vorobiov）

#### ロシア
- ドミトリ・アルキポフ（w:Dmitri Arkhipov）
- ナタリア・オルコワ（w:Natalia Orekhova）
- パヴェル・クロトフ（w:Pavel Krotov）
- アレクサンドル・ミハイロフ（w:Alexandre Mikhailov）
- ティモファイ・スリヴェッツ（w:Timofei Slivets）

### スキークロス

#### アメリカ合衆国
- ケーシー・パケット（w:Casey Puckett）
- デビン・ローガン（w:Devin Logan）
- トリン・イェーター・ウォレス（w:Torin Yater-Wallace）
- ジョン・テラー（w:John Teller）

#### イタリア
- カール・ハインツ・モリング（w:Karl Heinz Molling）

#### オーストラリア
- スコット・ネラー（w:Scott Kneller）

#### オーストリア
- マークス・ウィットナー（w:Markus Wittner）
- カタリナ・グーテンゾーン（w:Katharina Gutensohn）
- イジドール・グリューナー（w:Isidor Gruener）
- シモン・スティックル（w:Simon Stickl）
- アンドレア・リンバッハ（w:Andrea Limbacher）
- トーマス・ツァンガール（w:Thomas Zangerl）
- カーリン・フッタリー（w:Karin Huttary）
- ロマン・ホーファー（w:Roman Hofer）
- アンドレアス・マット（w:Andreas Matt）

#### カナダ
- アリーシャ・クライン（w:Aleisha Cline
- ケルシー・サーワ（w:Kelsey Serwa）
- クリストファー・デルボスコ（w:Christopher Delbosco）
- ニック・ゾリチッチ（w:Nik Zoricic）
- トリスタン・ターフェル（w:Tristan Tafel）
- ジュリア・マレイ（w:Julia Murray）
- デイビー・バー（w:Dabey Barr）
- スタンレー・ヘイヤー（w:Stanley Hayer）
- アシュリー・マカイヴァー（w:Ashleigh McIvor）
- ブラッディ・レマン（w:Brady Leman）
- マリエール・トンプソン（w: Marielle Thompson）

#### スイス
- アンドレアス・シュテフェン（w:Andreas Steffen）
- フランツィスカ・シュテフェン（w:Franziska Steffen）
- パトリック・シュミット（w:Patrick Schmid）
- ミヒャエル・シュミット（w:Michael Schmid）
- ファニー・スミス（w:Fanny Smith）
- サナー・ルディ（w:Sanna Lüdi）
- アニック・スタウデンマン（w:Annick Staudenmann）
- エミリー・セラー（w:Emilie Serain）
- セレナ・ムルク（w:Seraina Murk）
- パトリック・ガッサー（w:Patrick Gasser）
- アレックス・フィヴァ（w:Alex Fiva）
- カトリーン・ミュラー（w:Katrin Müller）

#### スウェーデン
- エリック・イリヤンス（w:Eric Iljans）
- マグダレーナ・イリヤンス（w:Magdalena Iljans）
- ジェスパー・ブルージュ（w:Jesper Brugge）
- アンナ・ホルムランド（w:Anna Holmlund）
- ラーシュ・レベン（w:Lars Lewen）

#### スロベニア
- サーシャ・ファリック（w:Saa Faric）
- フィリップ・フリーザー（w:Filip Flisar）

#### チェコ
- トーマス・クラウス（w:Tomas Kraus）

#### ドイツ
- アレクサンドル・グラウボーグル（w:Alexandra Grauvogl）
- ハイジ・ザッカー（w:Heidi Zacher）
- ダニエル・ボーナッカー（w:Daniel Bohnacker）
- アンナ・ヴェルネル（w:Anna Woerner）

#### 日本
- 小林幸世
- 瀧澤宏臣
- 福島のり子

#### ノルウェー
- オゥドゥン・グルンヴォルド（w:Audun Groenvold）
- マルテ・ハウィー・ジェフセン（w:Marte Hoeie Gjefsen）
- ヘッダ・ベルントセン（w:Hedda Berntsen）

#### フィンランド
- ユニ・ペリネン（w:Jouni Pellinen）

#### フランス
- エナク・ガバッジオ（w:Enak Gavaggio）
- ザヴィエ・クーン（w:Xavier Kuhn）
- クリスティアン・クレティエ（w:Christian Cretier）
- マリオン・ジョスロン（w:Marion Josserand）
- ブノワ・バレンタイン（w:Benoit Valentin）
- バレンタイン・スクオット（w:Valentine Scuotto）
- オフェリー･ダビド（w:Ophelie David）
- テッド・ピカール（w:Ted Piccard）
- メリル・ブーランジェ（w:Meryl Boulangeat）

#### ベルギー
- ケイト・アーツ（w:Katrien Aerts）

### ハーフパイプ

#### アメリカ合衆国
- アンジェリ・ヴァンラーネン（w:Angeli Vanlaanen）
- タッカー・パーキンス（w:Tucker Perkins）
- ジェニファー・ハダック（w:Jennifer Hudak）
- トリン・イェーター＝ウォレス（w:Torin Yater-Wallace）
- マディー・ボーマン（w:Maddie Bowman）
- アーロン・ブランク（w:Aaron Blunck）
- ライマン・カリアー（w:Lyman Currier）
- クリスティー・レスキネン（w:Kristi Leskinen）
- デービッド・ワイズ（w:David Wise）
- ウィン・タイ・バリモア（w:Wing Tai Barrymore）
- タッカー・パーキンス（w:Tucker Perkins）
- サイモン・デュモン（w:Simon Dumont）
- アレックス・フェレーラ（w:Alexander Ferreira）

#### オーストラリア
- ダヴィーナ・ウイリアムス（w:Davina Williams）

#### カナダ
- コーリー・ヴァニュラー（w:Corey Vanular）
- ミーガン・ガニング（w:Megan Gunning）
- ジェシカ・カミング（w:Jessica Cumming）
- ロサリンド・グローエンウッド（w:Rosalind Groenewoud）
- ジャスティン・ドーレー（w:Justin Dorey）
- ノア・ボーマン（w:Noah Bowman）
- サイモン・ダルトワ（w:Simon d'Artois）
- サラ・バーク（w:Sarah Burke）
- ジョシュ・ビビー（w:Josh Bibby）
- マシュー・ヘイワード（w:Matthew Hayward）
- マイク・ヘニティク（w:Mike Henitiuk）
- マイク・リドル（w:Mike Riddle）
- ケルティ・ハンセン（w:Keltie Hansen）

#### スウェーデン
- マルタ・アーレンステッド（w:Marta Ahrenstedt）

#### スイス
- ミリヤム・イェーガー（w:Mirjam Jaeger）
- ヴージニア・ファーブレ（w:Virginie Faivre）
- ニルス・ローパー（w:Nils Lauper）

#### 日本
- 上野雄大
- 津田健太朗（英語版）
- 鈴木沙織 (フリースタイルスキーヤー)
- 畑中みゆき
- 小野塚彩那
- 三星マナミ

#### ノルウェー
- グレート・エライアッセン（w:Grete Eliassen）
- イングリッド・ベルトセン（w:Ingrid Berntsen）

#### フィンランド
- アンティ＝ユッシ・ケンパイネン（w:Antti-Jussi Kemppainen）
- カーレ・レイノネン（w:Kalle Leinonen）

#### フランス
- マリー・アンドリュー（w:Marie Andrieux）
- マティアス・ウェクスティン（w:Mathias Wecxsteen）
- ヴィンセント・エストーク（w:Vincent Estorc）
- アネー・カラドー（w:Anais Caradeux）
- ローク・コロン＝バタン（w:Loïc Collomb-Patton）
- アナイス・カラドゥー（w:Anais Caradeux）
- トーマス・クリーフ（w:Thomas Krief）
- ヴィヴィアン・ティエリー（w:Vivien Thiery）
- ローラン・ファーブル（w:Laurent Favre）
- ザヴィエ・ベルトーニ（w:Xavier Bertoni）
- マリー・マルティノド（w:Marie Martinod）
- ケビン・ローランド（w:Kevin Rolland）
- ブノワ・ヴァランタン（w:Benoit Valentin）

### スロープスタイル

#### アメリカ合衆国
- トム・ウォリッシュ（w:Tom Wallisch）
- ブリタ・シガニー（w:Brita Sigourney）
- ケリー・ハーマン（w:Keri Herman）
- ガス・ケンワージー（w:Gus Kenworthy）
- ジョス・クリステンセン（w:Joss Christensen）
- マット・ウォーカー（w:Matt Walker）
- クリストファー・レイカー（w:Christopher Laker）
- ウィリアム・ボーム（w:William Borm）
- ノア・ウォレス（w:Noah Wallace）
- コルビー・ウェスト（w:Colby West）
- ニック・ゲッパー（w:Nick Goepper）
- ボビー・ブラウン (フリースタイルスキーヤー)（w:Bobby Brown(freestyle skier)）
- マクレイ・ウィリアムズ（w:McRae Williams）
- アレックス・シュロピー（w:Alex Schlopy）
- サミー・カールソン（w:Sammy Carlson）
- イーサン・スワッドバーグ（w:Ethan Swadburg）
- ロビー・フランコ（w:Robby Franco）

#### イギリス
- ジェームズ・ウッズ (フリースタイルスキーヤー)（w:James Woods (freestyle skier)）

#### イタリア
- マルクス・エデル（w:Markus Eder）
- シモーネ・カナル（w:Simone Canal）

#### オーストラリア
- ローラ・ピール（w:Laura Peel）
- ラス・ヘンショー（w:Russ Henshaw）

#### オーストリア
- ルカ・トリボンドー（w:Luca Tribondeau）

#### カナダ
- カヤ・トゥルスキ（w:Kaya Turski）
- ヴィンセント・ガニエ（w:Vincent Gagnier）
- ノア・モリソン（w:Noah Morrison）
- エヴァン・マクイクラン（w:Evan Mceachran）
- ティール・ハール（w:Teal Harle）
- アレックス・ベルマール（w:Alex Bellemare）
- アレックス・ボーリー-マルシャン（w:Alex Beaulieu-Marchand）
- キム・ラメーア（w:Kim Lamarre）
- リード・マクイクラン（w:Reid Mceachran）
- ライリー・カルバー（w:Riley Culver）

#### スイス
- シリル・ハンツィカー（w:Cyrill Hunziker）
- エリアス・アンビュール（w:Elias Ambühl）
- ファビアン・ベッシュ（w:Fabian Boesch）
- アンドリ・ラゲットリ（w:Andri Ragettli）
- ティル・マッティ（w:Till Matti）
- イーヴリン・ベント（w:Eveline Bhend）
- カイ・マーラー（w:Kai Mahler）
- ルカ・シューラー（w:Luca Schuler）
- ジョナス・ハンジカー（w:Jonas Hunziker）

#### スウェーデン
- ヘンリク・ハーロウ（w:Henrik Harlaut）
- ジェスパー・ジェイダー（w:Jesper Tjader）
- オスカー・ウェスター（w:Oscar Wester）

#### チェコ
- マレク・スカラ（w:Marek Skala）

#### ドイツ
- ベネディクト・マイアー（w:Benedikt Mayr）
- フローリアン・プロイス（w:Florian Preuss）

#### 日本
- 高尾千穂（英語版）

#### ニュージーランド
- ジョサイア・ウェルズ（w:Jossi Wells）
- ジャクソン・ウェルズ（w:Jackson Wells）
- ボー＝ジェームズ・ウェルズ（w:Beau-James Wells）

#### ノルウェー
- リン＝イーダ・ムルド（w:Linn-Ida Murud）
- ピーケー・ハンダー（w:PK Hunder）
- アレクサンダー・アウルダール（w:Aleksander Aurdal）
- オーステン・ブラーテン（w:Oystein Braaten）
- アンドレアス・ホートヴェイト（w:Andreas Håtveit）
- フェリックス・ストリッズバーグ＝ウステルッド（w:Felix Stridsberg-Usterud）

#### フィンランド
- アンティ＝ユッシ・ケンパイネン（w:Antti-Jussi Kemppainen）
- オッソ・ライサネン（w:Otso Raisanen）
- アレクシー・パティヤ（w:Aleksi Patja）
- アンティ・オリア（w:Antti Ollila）
- ラウリ・キバリ（w:Lauri Kivari）
- サミ・サッキネン（w:Sami Sakkinen）

#### フランス
- キャンディッド・トベックス（w:Candide Thovex）
- ジェレミー・パンクラス（w:Jeremy Pancras）
- ジュール・ボネール（w:Jules Bonnaire）
- アントワーヌ・アドゥリス（w:Antoine Adelisse）

#### ロシア
- パヴェル・コルパチェフ（w:Pavel Korpachev）

### アクロ

#### アメリカ合衆国
- イアン・エドモンドソン（w:Ian Edmondson）
- レーン・スピナ（w:Lane Spina）
- ボブ・ハワード（w:Bob Howard）
- ジャン・ブッチャー（w:Jan Bucher）
- エレン・ブリーン（w:Ellen Breen）
- スティーブン・ロクスベルグ（w:Steven Roxberg）

#### イタリア
- ロベルト・フランコ（w:Roberto Franco）

#### カナダ
- マイク・マクドナルド（w:Mike McDonald）

#### スイス
- コニー・キスリング（w:Conny Kissling）
- ヘイニ・バウムガートナー（w:Heini Baumgartner）
- コンラッド・ヒルパート（w:Konrad Hilpert）

#### スウェーデン
- アニカ・ヨハンソン（w:Annika Johansson）

#### ドイツ
- リチャード・スカブル（w:Richard Schabl）
- ハーマン・リートベルガー（w:Hermann Reitberger）

#### ノルウェー
- ルネ・クリスチャンセン（w:Rune Kristiansen）

#### フランス
- ファブリス・ベッケル（w:Fabrice Becker）
- クリスティーヌ・ロッシ（w:Christine Rossi）

#### ロシア
- オクサナ・クシェンコ（w:Oksana Kushenko）
- イェレナ・バタロワ（w:Elena Batalova）
- ナタリア・ラズモフスカヤ（w:Natalia Razumovskaya）

### コンバインド

#### アメリカ合衆国
- フランク・ビドア（w:Frank Beddor）
- シャロン・ペツォルト（w:Sharon Petzold）
- デビッド・ベルミューラー（w:David Belhumeur）
- クリスティーン・ポーター（w:Kristean Porter）
- ジョニー・モズレー（w:Jonny Moseley）
- トレース・ワーシントン（w:Trace Worthington）

#### カナダ
- グレッグ・アサンス（w:Greg Athans）
- マリー＝クロード・アスラン（w:Marie-Claude Asselin）
- カテリーナ・クベンク（w:Katherina Kubenk）
- トーベン・サザーランド（w:Toben Sutherland）
- クリス・シンボリ（w:Chris Simboli）
- ステファニー・スローン（w:Stephanie Sloan）
- ダーシー・ダウンズ（w:Dracy Downs）
- メラニー・パレニク（w:Melanie Palenik）
- アラン・ラロッシュ（w:Alain LaRoche）

#### スイス
- コニー・キスリング（w:Conny Kissling）
- マヤ・シュミッド（w:Maja Schmid）

#### フランス
- キャシー・フェチョス（w:Cathy Féchoz）
- エリック・ラボウレイ（w:Éric Laboureix）

#### ロシア
- セルゲイ・シュプレツォフ（w:Sergei Shupletsov）

## フリーライド
- 山木匡浩 1975年5月北海道生まれ。全日本スキー技術選手権出場後、2000年アラスカ　Mt.マッキンリー登頂を機にフリーライドスキーへ転向。その後ロシア、アラスカ、グリーンランド、インドヒマラヤなどへのエクスペディションに成功。